# Dieter Kremer
Dieter Kremer (* 26. November 1942 in Waldbröl) ist ein deutscher Romanist und Sprachwissenschaftler.

## Leben und Werk
Kremer wurde 1967 an der Universität zu Köln promoviert mit der preisgekrönten Dissertation Die germanischen Personennamen in Katalonien. Namensammlung und Etymologisches (Barcelona 1967–1972). Er war von 1976 bis 2008 Professor für Romanische Sprachwissenschaft an der Universität Trier. Schwerpunkt seiner Forschung ist (in Weiterführung von Arbeiten seines Lehrers Joseph M. Piel) die Namenforschung der romanischen Sprachen, zu der er 1987 ein gesamtromanistisches Forschungsprojekt (PatRom) initiierte, dessen Ergebnisse 2004 zu erscheinen begannen (bis dato liegen 4 Bände vor).
Kremer ist Herausgeber zahlreicher Kongressakten und Sammelbände, allen voran des 18. Internationalen Romanistenkongresses 1986 in Trier in 7 Bänden. Er ist korrespondierendes Mitglied der Academia portuguesa da história (Portugiesische Akademie für Geschichte, seit 1992) und der Real Academia Gallega (seit 2002), sowie Ehrenmitglied wissenschaftlicher Gesellschaften in Italien und Rumänien, ferner mehrfacher Preisträger (u. a. eines französischen Wissenschaftspreises).

## Werke (Auswahl)
- (mit Joseph M. Piel) Hispano-gotisches Namenbuch. Der Niederschlag des Westgotischen in den alten und heutigen Personen- und Ortsnamen der Iberischen Halbinsel. Heidelberg 1976.
- (mit Naidea Nunes Nunes) Antroponímia primitiva da Madeira e Repertório histórico da Madeira. Séculos XV e XVI. Tübingen 1999.
- Wörter und Namen. Vermischte Beiträge zur historischen romanischen, insbesondere portugiesischen Lexikographie und Kulturgeschichte. 2 Bde., Berlin/Boston 2018 (angekündigt).
- (mit anderen) Dictionnaire historique de l’anthroponymie romane (PatRom). Niemeyer, Tübingen, dann De Gruyter, Berlin/New York/Boston 2004 ff. (nicht abgeschlossen)
  - I/1: Introductions. Cahier des normes rédactionnelles. Morphologie. Bibliographie. 2007
  - I/2: Bibliographie des sources historiques. 2010
  - II/1: L’homme et les parties du corps humain (première série). 2004
  - III/1: Les animaux. Première partie. Les mammifères. 2015

### Herausgebertätigkeit (Auswahl)
- (Hauptherausgeber) Actes du XVIIIe Congrès International de Linguistique et Philologie Romanes. Université de Trèves (Trier) 1986. 7 Bde., Niemeyer, Tübingen 1988–1992.
  - (1) Section I: Romania submersa, Section II: Romania nova. 1992
  - (2) Section III: Linguistique théorique et linguistique synchronique. 1991
  - (3) Section V: Grammaire diachronique et histoire de la langue, Section VIII: Dialectologie et géographie linguistique, Section XIII: Textes non-littéraires. 1991
  - (4) Section VI: Lexicologie et lexicographie, Section VII: Onomastique. 1989
  - (5) Section IV: Linguistique pragmatique et linguistique sociolinguistique. 1988
  - (6) Section VI: Critique textuelle et édition de textes, Section X: Genres littéraires, Section XI: Littératuires médiévales, Section XII: Nouvelles tendances de l'analyse littéraire et stylistique.1988
  - (7) Section XIV: Histoire de la linguistique et de la philologie romanes, Section XV: Philologie romane et langues romanes: prise de science ou: la philologie pour quoi faire?, Section XVI: Travaux en cours. 1989
- Dictionnaire historique de l'anthroponymie romane (PatRom). Présentation d'un projet. Niemeyer, Tübingen 1997.